# 김영석 (음악가)
김영석(金永錫, 1968년 3월 15일 ~ )은 대한민국의 베이시스트 겸 작곡가, 프로듀서이다.
서초초등학교와 경기고등학교, 중앙대학교 연극영화과를 졸업하였다. 80년대부터 록 그룹 하얀그림자, 비트에서 활동하다가 1991년 신해철의 솔로투어에도 세션으로 참여하였고, 1995년에는 N.EX.T에 가입하여 1997년 팀 해체시기까지 활동하였다. 1999년부터는 신해철을 제외한 넥스트의 멤버 김세황, 이수용과 패닉의 랩퍼였던 김진표와 4인조 밴드 노바소닉을 결성하여 활동을 이어갔다. 2006년에는 넥스트에 재가입했으나 1년여간 활동한 후 탈퇴했고 2010년에는 노바소닉의 결성 10주년 앨범인 《Metamorphosis》를 발매했다. 그 외에도 90년대부터 에메랄드 캐슬, 리아, 이지훈, 김진표 등의 아티스트 앨범을 프로듀싱하거나 곡을 주는 등 작곡가로서의 활동 또한 이어가고 있으며, 2014년부터는 '넥스트 유나이티드'로 개편된 넥스트에 다시 참여했다.경기도 성남시 분당구에서 3평짜리 쉐마망(Chez maman)이라는 베이커리를 운영하고 있다.

## 발매 앨범

### 하얀그림자
- 《하얀그림자》(1989)
- 《하얀그림자 II》(1990)

### Beat
- 《Beat》(1993)
- 《Propose》(1995)
- 《Remember》(1996)

### N.EX.T
- 《The Being Live Concert Chapter 1》, 《Chapter 2》(1995)
- 《The Return of N.EX.T Part 2: World》(1995)
- 《N.EX.T Is Alive(The World Tour)》(1996)
- 〈Here, I Stand For You〉(1997, 싱글)
- 《N.EX.T Concert Album - The First Fan Service》(1997)
- 《Lazenca: A Space Rock Opera》(1997)
- 《the 2nd fan service: ReGame?》(2006)

### 노바소닉
- 《NOVASONIC》(1999)
- 《NOVASONIC 二》(2000)
- 《NOVASONIC 3》(2001)
- 《Han》(2003)
- 《Metamorphosis》(2010)

## 참여 앨범
| 년도 | 가수명             | 참여 | 앨범                       |
| ---- | ------------------ | --- | -------------------------- |
| 1996 | 이지훈             | 〈왜 하늘은〉/〈내 여자가 바람을 펴〉/〈퍼퓸〉 - 작곡 프로듀서                                                                                                 | 《Rhythm Paradise》        |
| 1996 | miS=mR(미스미스터) | 〈널 위한거야〉/〈널 차버리겠어〉 - 작곡 프로듀서 | 《mistéik=mistar》         |
| 1997 | 에메랄드 캐슬      | 〈Information〉/〈동병상련〉/〈발걸음〉/〈여자들이여 잠에서 깨어나라〉/〈하루〉/〈Summer Fantastic〉/〈형과 아우〉 - 작곡 프로듀서/디렉터(with 신해철), 코러스 | 《Invitation》             |
| 1997 | 리아               | 〈유토피아〉/〈4가지 하고 싶은 말〉/〈욕구불만〉/〈개성〉/〈가출한 친구에게〉/〈졸업〉/〈Outroduction〉 - 작곡 프로듀서, 베이스 기타                           | 《Diary》                  |
| 1997 | 김혜림             | 〈Memory〉- 작곡 | 《The Beginning》          |
| 1998 | 베이비 블루        | 〈샤랄랄라〉- 작사, 작곡 〈오늘부터〉〈Bye Bye Bye〉〈종이 날개〉〈볼수만 있다면〉〈내가 간직한 여름〉〈신의 저주〉- 작곡                                      | 《Let's Kick It Festival》 |
| 1998 | 에메랄드 캐슬      | 〈Intro〉/〈벌의 시대〉/〈Promise〉/〈죄의 시대〉/〈Don't Cry〉/〈정말?〉- 작곡 〈그 언젠가는〉- 작사 with 신해철 프로듀서, 코러스                             | 《Circle》                 |
| 1998 | 홍경민             | 〈슬픈 기도〉/〈혼자만의 약속〉 - 작곡 | 《Free Throw II Shot》     |
| 2001 | 김진표             | 〈샴푸의 요정〉/〈인터뷰 II〉/〈벌레 - 2001〉 - 편곡 〈Jp mail〉- 작, 편곡 공동 프로듀서                                                                       | 《Jp3》                    |
| 2002 | 체리필터           | 〈낭만고양이〉- 편곡 |                            |
| 2003 | K2                 | 〈스위트 스톰〉/〈Liar〉 - 작곡 | 《Sweet Storm》            |
| 2003 | 김진표             | 〈프롤로그〉 - 공동 작곡, 베이스 〈시간이 필요해〉 - 작, 편곡, 베이스 〈스물 다섯〉/〈여행〉 - 작, 편곡 〈천국을 꿈꾸며〉 - 베이스                             | 《JP4》                    |
| 2003 | 체리필터           | 〈오리날다〉/〈달빛소년〉/〈꿈꾸는 Sailor〉 - 편곡, 공동 프로듀서                                                                                              | 《The Third Eye》          |